# Melitta latronis
Melitta latronis is een vliesvleugelig insect uit de familie Melittidae. De wetenschappelijke naam van de soort is voor het eerst geldig gepubliceerd in 1924 door Cockerell.